# Alexander von Wuthenau
El barón Alexander von Wuthenau-Hohenthurm (8 de enero de 1900 – 10 de enero de 1994), también conocido como Alejandro, fue un historiador y coleccionista de arte germano-mexicano. Es autor de varios libros sobre la difusión transcultural y la composición étnica de la América precolombina, especialmente de Mesoamérica.
A partir del análisis de piezas arqueológica, tanto de su colección personal como de otras fuentes, von Wuthenau sostuvo que el continente americano, en contra de las teorías dominantes, presentaba una gran heterogeneidad étnica antes de la colonización europea en el siglo XV. Según sus investigaciones, América estuvo habitada por personas de aspecto amerindio, negro, blanco, de Oriente Medio, asiático oriental y de etnia mestiza, lo que sugiere un contacto previo con diversos pueblos del mundo.

## Biografía y obra
Von Wuthenau nació en Dresde, Alemania, en 1900, en el seno de una familia noble alemana. Fue el tercer hijo del general militar conde Karl von Wuthenau-Hohenthurm y de la Condesa Maria Antonia Chotek von Chotkow und Wognin, hermana de Sofía, duquesa de Hohenberg. Formado en derecho, von Wuthenau ocupó cargos diplomáticos en Estados Unidos y Argentina: primero como secretario de la delegación alemana en Buenos Aires a partir de 1928, y posteriormente como secretario de asuntos culturales en la embajada alemana en Washington D. C. en 1930. Con formación adicional en historia del arte y escultura, renunció a su cargo diplomático en 1934, poco después del ascenso de Adolf Hitler, y aceptó una comisión para restaurar el altar de la catedral de San Francisco en Santa Fe, Nuevo México. Posteriormente, trabajó en la restauración del convento de El Carmen en San Ángel, Ciudad de México, y en el Museo de Arte Religioso en Taxco, también conocido como la Casa Humboldt. A partir de 1935, se estableció de forma permanente en México, viviendo primero en Taxco, luego en Ciudad de México, y en sus últimos años en Tepoztlán. En México, von Wuthenau comenzó a estudiar y a coleccionar esculturas precolombinas, reuniendo una vasta colección de artefactos, en su mayoría figurillas y cabezas de terracota y piedra. Fue profesor de historia del arte en la Universidad de las Américas Puebla en San Andrés Cholula y conferencista invitado en otras instituciones.
Es autor de siete libros, entre los que destacan Unexpected Faces in Ancient America (1975) y Pre-Columbian Terracottas (1970). En estas obras se representa una amplia diversidad de fenotipos étnicos en la arqueología precolombina, incluyendo tipos africanos, semitas, japoneses o asiáticos orientales, celtas y mestizos, además de presentar diversas teorías sobre la difusión cultural en América antes del contacto europeo. Entre sus hipótesis, sostiene que los fenicios o hebreos del Levante mediterráneo llegaron a México alrededor del año 100 a. C., una idea apoyada por autores como Cyrus Gordon, Barry Fell, Ivan Van Sertima y otros estudiosos. Sus teorías sobre las raíces étnicas de México fueron opuestas por muchas de la comunidad académica mexicana.
Más allá de su labor como investigador y coleccionista, von Wuthenau trabajó como arquitecto durante la mediana y última etapa de su vida, diseñando y construyendo varias casas en Ciudad de México y en localidades cercanas, incluyendo Tepoztlán. Asimismo, lideró un proyecto para la rehabilitación del río Atongo en Tepoztlán, que consistió en el dragado de basura y la construcción de varias pequeñas represas. En su honor, se construyó un monumento en el Parque La Canasta de Tepoztlán. Falleció en 1994 en Tepoztlán.
La mayor parte de la colección arqueológica personal de von Wuthenau, compuesta por aproximadamente 1,500 piezas, se exhibe desde 2018 en el Centro Cultural Juan Beckmann Gallardo, ubicado en Tequila, Jalisco. La exposición cuenta con el auspicio del Instituto Nacional de Antropología e Historia (INAH), al cual fueron donadas las piezas en 2007.

## Familia
Von Wuthenau se casó con Rachelle di Catinelli von Obradich-Bevilacqua (1900–1945), profesora del arte en la Universidad Maryville y autora de libros para niños, en San Luis, Misuri, en 1935. Poco después se trasladaron a México, donde tuvieron cuatro hijos. En 1948 se casó con Beatrix Pietsch von Sidonienburg, con quien tuvo tres hijos.